# Tischtennis-Bundesliga 1979/80
Die Bundesliga 1979/80 war bei den Männern die 14. und bei den Frauen die 5. Spielzeit der höchsten deutschen Spielklasse im Tischtennis. Meister wurden Borussia Düsseldorf und Weiß-Rot-Weiß Kleve.

## Männer

### Saison
Es nahmen zehn Mannschaften teil, neu waren der TSV Milbertshofen und der TTC Heusenstamm, die für den SVM Essen und den TSV Selk aufgestiegen waren. Meister wurde Borussia Düsseldorf. In diesem Jahr gab es mit dem TSV Milbertshofen nur einen Absteiger, dieser wurde durch den ATSV Saarbrücken ersetzt.
Bester Spieler im oberen Paarkreuz war Desmond Douglas aus Düsseldorf.

### Abschlusstabelle
| Pl.     | Mannschaft                | Bgn. | Spiele  | +/-  | Punkte |
| ------- | ------------------------- | ---- | ------- | ---- | ------ |
| 1       | Borussia Düsseldorf (M,P) | 18   | 160:60  | +100 | 34:2   |
| 2       | TTC Jülich                | 18   | 154:79  | +75  | 32:4   |
| 3       | SSV Reutlingen 05         | 18   | 146:89  | +57  | 26:10  |
| 4       | TTC Altena                | 18   | 132:103 | +29  | 23:13  |
| 5       | Eintracht Frankfurt       | 18   | 117:128 | −11  | 17:19  |
| 6       | TTC Grünweiß Bad Hamm     | 18   | 116:142 | −26  | 16:20  |
| 7       | TTC Mörfelden             | 18   | 103:145 | −42  | 12:24  |
| 8       | TTC Heusenstamm (N)       | 18   | 112:146 | −34  | 10:26  |
| 9       | TTC Calw                  | 18   | 97:151  | −54  | 9:27   |
| 10      | TSV Milbertshofen (N)     | 18   | 67:161  | −94  | 1:35   |
| Quelle: |                           |      |         |      |        |

| Zum Saisonende 1979/80: |                                                              |
|                         | Meister: Borussia Düsseldorf                                 |
|                         | Abstieg: TSV Milbertshofen                                   |
| Zum Saisonende 1978/79: |                                                              |
| (M)                     | Meister der Vorsaison: Borussia Düsseldorf                   |
| (P)                     | Pokalsieger der Vorsaison: Borussia Düsseldorf               |
| (N)                     | Aufsteiger der Vorsaison: TTC Heusenstamm, TSV Milbertshofen |

## Frauen

### Saison
Es nahmen neun Mannschaften teil, neu waren der SSV Hagen und der TTV Rinteln, die für die DJK Schwäbisch Gmünd und den TTC Olympia Koblenz aufgestiegen waren. Meister wurde Weiß-Rot-Weiß Kleve.
Auch der TSV Nord Harrislee und der Post SV Düsseldorf waren in dieser Saison nicht mehr in der Bundesliga vertreten. Das Team von Darmstadt 98, welches in den Qualifikationsspielen zum Aufstieg hinter dem TTV Rinteln und dem SSV Hagen landete, stieg auf. Die Liga wurde dadurch auf neun Mannschaften verkleinert. 
Zur nächsten Saison wurde die Liga mit nur einem Absteiger und zwei Aufsteigern wieder auf die ursprünglichen zehn Mannschaften aufgestockt.
Beste Spielerin war Ursula Kamizuru aus Kaiserberg.

### Abschlusstabelle
| Pl.     | Mannschaft          | Bgn. | Spiele  | +/-  | Punkte |
| ------- | ------------------- | ---- | ------- | ---- | ------ |
| 1       | Weiß-Rot-Weiß Kleve | 16   | 139:41  | +98  | 30:2   |
| 2       | TSV Kronshagen (M)  | 16   | 134:50  | +84  | 27:5   |
| 3       | DSC Kaiserberg (P)  | 16   | 127:76  | +51  | 24:8   |
| 4       | VSC Donauwörth      | 16   | 100:101 | −1   | 17:15  |
| 5       | Gießener SV         | 16   | 110:106 | +4   | 16:16  |
| 6       | FTG Frankfurt       | 16   | 109:110 | −1   | 15:17  |
| 7       | SSV Hagen (N)       | 16   | 69:129  | −60  | 8:24   |
| 8       | TTV Rinteln (N)     | 16   | 67:127  | −60  | 7:25   |
| 9       | SV Darmstadt 98 (N) | 16   | 29:144  | −115 | 0:32   |
| Quelle: |                     |      |         |      |        |

| Zum Saisonende 1979/80: |                                                                   |
|                         | Meister: Weiß-Rot-Weiß Kleve                                      |
|                         | Abstieg: SV Darmstadt 98                                          |
| Zum Saisonende 1978/79: |                                                                   |
| (M)                     | Meister der Vorsaison: TSV Kronshagen                             |
| (P)                     | Pokalsieger der Vorsaison: DSC Kaiserberg                         |
| (N)                     | Aufsteiger der Vorsaison: SSV Hagen, TTV Rinteln, SV Darmstadt 98 |